# Wisełka (Weichsel)
Die Wisełka  (deutsch: Kleine Weichsel)  ist ein Abschnitt der Weichsel in den Schlesischen Beskiden von knapp 2 Kilometern Länge. Der Fluss entspringt aus dem Stausee Jezioro Czerniańskie und fließt nach Norden. Er durchfließt den Ortsteil Czarne von Wisła, bevor er sich mit der Malinka zur Weichsel vereinigt.
Entlang des Flusses führt ein markierter Wanderweg sowie eine asphaltierte Straße.